# 로버트 뉴먼

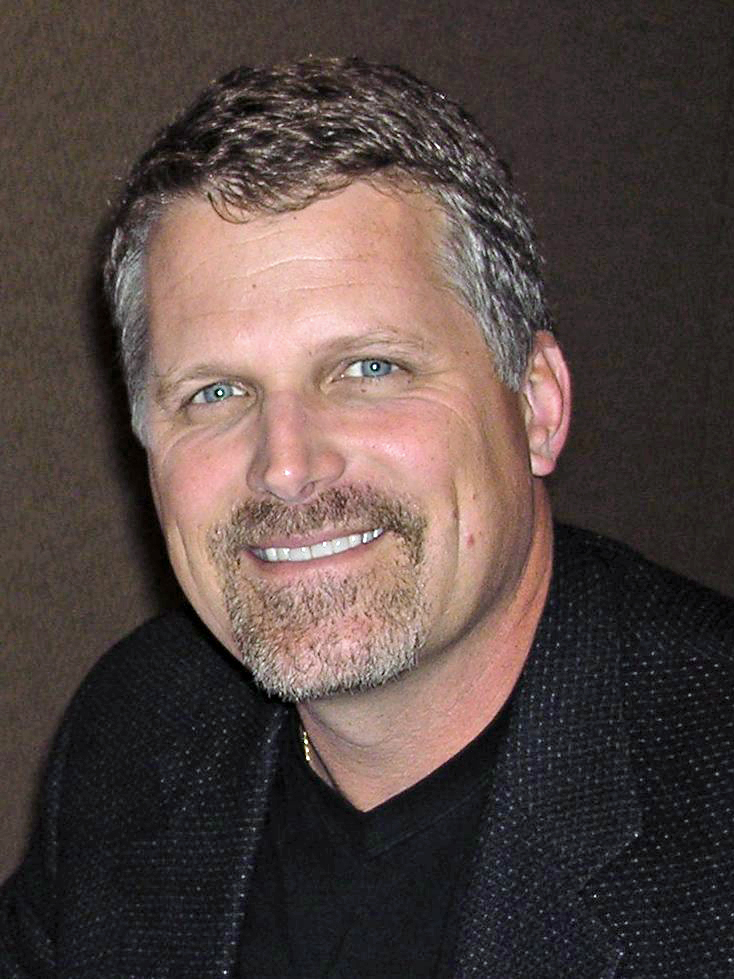

로버트 뉴먼(Robert Newman, 1958년 6월 27일 ~ )은 미국의 배우이다.
로스앤젤레스에서 태어났다.

## 출연 작품

### 영화
- 방황의 미로 (1987, Destination America)
- 웨스트 포인트 61 (1993, Class of '61)
- 어메이징 스파이더맨 2 (2014) - 경감 역

### 텔레비전
- 가이딩 라이트 (1980-2009)
- 크리미널 마인드 (2010) - 제프 솔터스 보안관 역